# Trebåndstetra
Trebåndstetra (Hyphessobrycon heterorhabdus) är en fiskart som först beskrevs av Ulrey, 1894.  Trebåndstetra ingår i släktet Hyphessobrycon och familjen Characidae. Inga underarter finns listade i Catalogue of Life.